# European Council on Foreign Relations
Der European Council on Foreign Relations (ECFR; Europäischer Rat für Auswärtige Beziehungen) ist eine Denkfabrik, die Analysen zu Themen europäischer Außenpolitik bereitstellt und es sich zum Ziel gesetzt hat, als Fürsprecher einer kohärenteren und stärkeren europäischen Außen- und Sicherheitspolitik aufzutreten. Gegründet wurde der ECFR 2007 von fünfzig prominenten Persönlichkeiten aus der EU, den USA und der Türkei, darunter ehemalige Regierungschefs und Minister, Parlamentarier und Intellektuelle, die sich für eine starke Rolle der EU in der Welt einsetzen. Als erste paneuropäische Denkfabrik verfügt der ECFR über Büros in sieben europäischen Hauptstädten – Berlin, London, Madrid, Paris, Rom, Sofia und Warschau.
Der ECFR hat keine institutionelle Bindung zum US-amerikanischen Council on Foreign Relations.

## Büro in Berlin
Das deutsche Büro des ECFR mit Sitz Unter den Linden in Berlin wurde im Oktober 2007 gegründet und bis Ende September 2013 von Ulrike Guérot vertreten. Weitere Bürochefs des ECFR Berlin waren Almut Möller und Josef Janning. Seit 2020 wird das Büro von der Politikwissenschaftlerin Jana Puglierin geleitet.
Auch der Gründungsdirektor des ECFR, Mark Leonard, verbringt einen großen Teil seiner Arbeitszeit in Berlin. 2018 verlegte das ECFR seinen Hauptsitz nach Berlin.
Den Arbeitsschwerpunkt des Berliner Büros bildet derzeit das Programm „Deutschland in Europa“, zu dem der Sammelband Was denkt Deutschland entstanden ist und in dessen Rahmen sich auch der Philosoph Jürgen Habermas mit dem Beitrag „Ein Pakt für oder gegen Europa?“ zu Wort meldete.
Weitere Leuchtturmprojekte sind u. a. der EU Coalition Explorer, der EU Cohesion Monitor oder der European Sovereignty Index, die in Partnerschaft mit der Stiftung Mercator entwickelt wurden.
Das deutsche Büro ist Mitglied im Netzwerk Europäische Bewegung Deutschland.

## Mitglieder
Die fünfzig Gründungsmitglieder (neben Mark Leonard) sind:
- Urban Ahlin, schwedischer sozialdemokratischer Politiker, Vizevorsitzender des Außenpolitischen Ausschusses im schwedischen Reichstag
- Martti Ahtisaari, finnischer sozialdemokratischer Politiker und Diplomat, ehemaliger finnischer Staatspräsident (1994–2000) und UN-Sondergesandter im Kosovo (ab 2006)
- Giuliano Amato, italienischer sozialistischer Politiker, ehemaliger italienischer Ministerpräsident (1992–1993, 2000–2001) und Leiter der Amato-Gruppe zur Ausarbeitung des EU-Reformvertrags
- Hannes Androsch, österreichischer sozialdemokratischer Politiker
- Marek Belka, ehemaliger polnischer Ministerpräsident (2004–2005, parteilos), Leiter der UN-Wirtschaftskommission für Europa
- Svetoslav Bojilov, Gründer der Communitas Foundation
- Emma Bonino, italienische Politikerin (Radicali Italiani) und ehemalige EU-Kommissarin für Verbraucherschutz und Humanitäre Hilfe (1995–1999)
- Robert Cooper, Generaldirektor für auswärtige und politisch-militärische Angelegenheiten beim Generalsekretariat des Rats der Europäischen Union und Buchautor zur EU-Außenpolitik
- Marta Dassù, Beraterin des italienischen Außenministers Massimo D’Alema, Leiterin des italienischen Aspen-Instituts
- Gijs de Vries, niederländischer liberaler Politiker, ehemaliger Anti-Terrorismus-Beauftragter der EU (2004–2007)
- Jean-Luc Dehaene, belgischer christdemokratischer Politiker, früherer belgischer Ministerpräsident (1992–1999), Vizepräsident des Europäischen Konvents (2004), Mitglied des Europäischen Parlaments (seit 2004)
- Gianfranco Dell’Alba, italienischer Politiker (Partito Radicale), ehemaliges Mitglied des Europäischen Parlaments (1994–2004)
- Andrew Duff, britischer liberaler Politiker, Mitglied des Europäischen Konvents (2004), MdEP (seit 1999)
- Sarmīte Ēlerte, Herausgeber der lettischen Tageszeitung Diena
- Brian Eno, britischer Musiker
- Joschka Fischer, deutscher grüner Politiker, ehemaliger deutscher Außenminister (1998–2005)
- Timothy Garton Ash, britischer Historiker und Schriftsteller, Professor für Europastudien an der University of Oxford
- Bronisław Geremek, polnischer liberaler Politiker, früherer polnischer Außenminister (1997–2000), MdEP (seit 2004)
- Gustav Gressel[10]
- Diego Hidalgo, Mitbegründer der spanischen Tageszeitung El País, Präsident des Madrider Think Tanks FRIDE
- Mary Kaldor, britische Professorin, Leiterin des Centre for the Study of Global Governance an der London School of Economics
- Gerald Knaus, Sprecher der European Stability Initiative
- Caio Koch-Weser, deutscher sozialdemokratischer Politiker, Lobbyist und Mitglied im erweiterten Vorstand der Deutschen Bank, ehemaliger Vizepräsident der Weltbank (1991–1999)
- Rem Koolhaas, niederländischer Architekt
- Ivan Krastev, Vorstandsmitglied des bulgarischen Centre for Liberal Strategies
- Mart Laar, estnischer konservativer Politiker, ehemaliger estnischer Ministerpräsident (1992–1994, 1999–2002)
- Adam Lury
- Alain Minc, französischer Publizist, ehemaliger Aufsichtsratsvorsitzender der Tageszeitung Le Monde
- Christine Ockrent, belgische Journalistin
- Leoluca Orlando, italienischer Politiker (Italia dei Valori), ehemaliger Bürgermeister von Palermo (1985–2000) und MdEP (1994–1999), Mitglied des italienischen Parlaments (seit 2006)
- Cem Özdemir, ehemaliger Bundesvorsitzender der Partei Bündnis 90/Die Grünen, Mitglied des Europäischen Parlaments (2004–2009)
- Šimon Pánek, Gründer des tschechischen Hilfswerks People in Need
- Teresa Patrício Gouveia, portugiesische konservative Politikerin, ehemalige Außenministerin (2004–2005)
- Chris Patten, britischer konservativer Politiker, letzter Generalgouverneur von Hongkong (1992–1997) und ehemaliger EU-Außenkommissar (1999–2004)
- Diana Pinto, französische Historikerin
- Andrew Puddephatt, Leiter des Netzwerks Global Partners and Associates
- Sigrid Rausing, Gründerin des philanthropischen Sigrid Rausing Trust
- Albert Rohan, österreichischer Diplomat
- Pierre Schori, schwedischer Diplomat und sozialdemokratischer Politiker, Generaldirektor des Madrider Think Tanks FRIDE, ehemaliges MdEP (1999–2000)
- Narcís Serra, spanischer sozialistischer Politiker, ehemaliger spanischer Vizeregierungschef (1991–1995)
- Elif Shafak, türkische Schriftstellerin
- Aleksander Smolar, polnischer Publizist und Politologe
- George Soros, Investmentbanker, Finanzier von demokratischen Oppositionsbewegungen in Osteuropa (Soros-Stiftung)
- Dominique Strauss-Kahn, französischer sozialistischer Politiker und ehemaliger Geschäftsführender Direktor des Internationalen Währungsfonds (2007–2011)
- Helle Thorning-Schmidt, dänische sozialdemokratische Politikerin und Parteivorsitzende, ehemaliges MdEP (1999–2004)
- Michiel van Hulten, niederländischer sozialdemokratischer Politiker, ehemaliges MdEP (1999–2004)
- Mabel von Oranien-Nassau, International Advocacy Director des Open Society Institute, Witwe von Prinz Johan Friso von Oranien-Nassau
- António Vitorino, portugiesischer sozialistischer Politiker, ehemaliges MdEP (1994–1995), portugiesischer Verteidigungsminister (1995–1997) und EU-Kommissar für Justiz und Inneres (1999–2004)
- Stephen Wall, ehemaliger Berater in Europafragen für Tony Blair
- Andre Wilkens, Leiter des Kompetenzzentrums Internationale Verständigung der Stiftung Mercator.
- Karl-Theodor zu Guttenberg, ehemaliger deutscher Bundesverteidigungsminister[11]

## Sicherheit der Europäischen Union 2018
Im Jahr 2018 erschien nach 2008 eine Untersuchung zu Bedrohungen der Sicherheit in der Europäischen Union. Neben der zu erwartenden Unterschiede je nach Staat war einzig die Befürchtung einer finanziellen Instabilität in allen Ländern gesunken. An erster Stelle der Bedrohungen standen islamistische Terrorgruppen, den zweiten Rang teilten sich die internationale Kriminalität und die Bedrohung durch Russland, die nur in fünf Ländern (Griechenland, Italien, Portugal, Ungarn und Zypern) nicht als Bedrohung eingestuft worden sei.

## Auszeichnungen
Die Arbeit des ECFR wurde bereits mehrfach ausgezeichnet. Im von der University of Pennsylvania herausgegebenen Global Go To Think Tanks Index Report wurde der ECFR in den Jahren 2008 und 2009 zum „Besten neuen Think-Tank weltweit“ gekürt. Zudem verlieh ihm die Zeitschrift Prospect im Jahr 2010 den Titel „best UK-based think tank of the year dealing with non-UK affairs“.
In einem Buch über globale Denkfabriken schreibt der für das „Go-to Think Tanks“-Ranking verantwortliche James G. McGann über den ECFR: „durch den paneuropäischen Ansatz gelinge es dem ECFR, sich aus der rein nationale Perspektive zu lösen und so Empfehlungen und Lösungsansätze zu finden, die Europa als Ganzem dienten. Durch die Berücksichtigung aller beteiligten Akteure ließen sich langfristig bessere Ergebnisse erzielen, als wenn lediglich die Interessen eines einzelnen Staates im Zentrum stünden.“

## Finanzierung
Der ECFR ist eine private, nicht-gewinnorientierte Organisation, die sich aus Spendengeldern finanziert. Sie wurde mit Unterstützung von George Soros’ Open Society Foundations, der bulgarischen Communitas Foundation und spanischen Fundación Para las Relaciones Internacionales y el Diálogo Exterior (FRIDE) gegründet.
Etwa die Hälfte der Finanzierung des ECFR kommt von Stiftungen, ein Drittel von Regierungen und der Rest von Unternehmen und Einzelpersonen. Open Society Foundations sind der Hauptsponsor des ECFR. 2011 erhielt der ECFR 2,52 Millionen £ von Foundation, die damit fast 70 % der Finanzierung des Thinktanks bestritt. Der Anteil reduzierte sich und sank 2017 auf rund ein Drittel (2017: £2.345.566) der Gesamteinnahmen der Denkfabrik (2017: 7.278.122 £). Andere Spender sind einflussreiche Organisationen hauptsächlich aus Europa und der westlichen Welt wie beispielsweise die Stiftung Mercator (2017: 710.753 £ oder ~10 % der gesamten Finanzierung), europäische Regierungen sowie die japanische, die NATO, führende Konzerne wie Daimler AG und Microsoft sowie wohlhabende Einzelpersonen.

## Kritik
Friedensinitiativen sehen in den Aktivitäten des ECFR in erster Linie eine Kampagne für die Militarisierung und Aufrüstung der EU.